# Tillandsia takizawae
Tillandsia takizawae är en gräsväxtart som beskrevs av Renate Ehlers och Harry Edward Luther. Tillandsia takizawae ingår i släktet Tillandsia och familjen Bromeliaceae. Inga underarter finns listade i Catalogue of Life.